# Cassandra Lynn
Cassandra Lynn Hensley, född Jensen 5 augusti 1979 i Price, Utah, död 15 januari 2014 i Los Angeles, var en amerikansk fotomodell och Playboys Playmate of the Month för februari 2006. Vid arton års ålder flyttade Hensley till Kalifornien för att studera; hon öppnade även ett solarium i staden. Efter att placerat sig i Topp 20 i skönhetstävlingen Hawaiian Tropic skickade hon sina foton till herrtidningen Playboy; det dröjde tills hon skickade bilderna en andra gång innan tidningen hörde av sig och erbjöd henne att bli Playmate.
Hensley hittades död 2014 efter en misstänkt överdos.